# DN57A
DN57A este un drum național din România, aflat în județul Caraș-Severin. Este o ramificație a DN57 care pornește din acesta la Pojejena, legând această localitate de Socol și trecând pe lângă punctul în care Dunărea ajunge la granița României, la Baziaș.